# Enedina Arellano Félix
Enedina Arellano Félix de Toledo (Mazatlán, Sinaloa, 12 de abril de 1961) es una narcotraficante mexicana que, junto a sus hermanos, fundó el Cártel de Tijuana y desempeñó un papel como contadora logística de la organización criminal.
Durante la mayor parte de la década de 1990, el Cártel de Tijuana estuvo encabezado por sus seis hermanos, mientras que Enedina los asesoraba y ayudaba en el lavado de dinero y la administración financiera. Pero después de la caída de un cerebro financiero del cártel en el año 2000, Enedina asumió el cargo. Primero comenzó a trabajar detrás de escena como blanqueadora de dinero para el Cártel de Tijuana, pero luego terminó liderando el cartel después del arresto de su hermano Eduardo Arellano Félix en 2008.
Dado que la mayoría de sus hermanos están encarcelados o fallecidos, Enedina ha manejado el aspecto financiero de la organización, ha supervisado las alianzas y ha tomado el liderazgo del Cártel de Tijuana junto a Luis Fernando (antes de su captura en 2014). Sus contactos históricos con los proveedores de drogas en Colombia lograron mantener a flote la organización.

## Primeros años
Enedina Arellano Félix nació en Mazatlán, Sinaloa, el 12 de abril de 1961, en una familia de narcotraficantes. En 1977, cuando tenía dieciséis años, Enedina albergaba su sueño de ser la reina de un carnaval en Mazatlán, pero lo abandonó después de que sus dos hermanos, Ramón y Benjamín, eran buscados por los Estados Unidos y el gobierno mexicano. Durante ese tiempo, sus hermanos mayores trabajaban para Miguel Ángel Félix Gallardo, que eventualmente les daría el corredor de fármacos en Tijuana, Baja California.

## Carrera criminal
Enedina se matriculó en una universidad privada de Guadalajara, Jalisco, y se graduó con una licenciatura en contabilidad. A mediados de los años 80, Enedina colaboraba con la empresa familiar, pero nunca fue considerada por las autoridades como una cabeza visible en el Cartel de Tijuana. No obstante, tras la caída del antiguo cerebro financiero del cártel, Jesús Labra Avilés, alias El Chuy, en el año 2000, Enedina pasó a gestionar directamente las actividades de lavado de dinero de la organización criminal.

### Miembros de la familia en el Cartel de Tijuana
Enedina es la hermana de los antiguos líderes del cártel, Benjamín, Carlos, Eduardo, Francisco Javier, Francisco Rafael y Ramón. Luis Fernando Sánchez Arellano capturado en 2014, el hijo de Enedina. El marido de Enedina, Luis Raúl Toledo Carrejo, fue acusado por el Departamento del Tesoro de los Estados Unidos en el año 2005 por tener vínculos con el Cártel de Tijuana. Y Alicia Arellano Félix, la hermana de Enedina.

### Funcionamiento del cártel
Desde la aprehensión de Benjamín en 2002, el gobierno mexicano logró debilitar severamente al Cártel de Tijuana, pero no logró destruirlo. Enedina es líder de la organización desde 2003. Tras la detención de Eduardo en 2008, Enedina se convirtió finalmente en la líder del clan de Tijuana junto a su sobrino.
Enedina ha contribuido a aportar una "visión más empresarial" en lugar de las antiguas y violentas prácticas de sus hermanos, que anteriormente lideraban el Cártel de Tijuana antes de ser detenidos o asesinados. Forjó alianzas con otras organizaciones criminales, a diferencia de sus hermanos, que solían recurrir a la violencia. La Administración para el Control de Fármacos (DEA) y los medios de comunicación mexicanos identifican a Enedina como la primera y una de las pocas mujeres que lideran una organización criminal en el mundo, además de Sandra Ávila Beltran en México, actividades históricamente reservadas a los hombres.
Enedina tiene varios alias, entre ellos: La Jefa, La Madrina y La Narcomami. Las autoridades de Estados Unidos y México consideran a Enedina el "cerebro financiero" del Cártel de Tijuana.

### Ley Kingpin
En junio del 2000, el Departamento del Tesoro de los  Estados Unidos sancionó a Enedina en virtud de la Ley de Designación de Cabecillas de Narcóticos Extranjeros.

## En medios de comunicación
- Desde 2013, la cadena Telemundo creó la serie de televisión El señor de los cielos, Enedina Arellano Félix aparece en la serie con el nombre de Mónica Robles interpretada por Fernanda Castillo.
- Enedina Arellano Félix está retratada en Narcos: México por Mayra Hermosillo.